# Рябухино (Псковская область)
Рябухино — деревня в Бежаницком районе Псковской области. Входит в состав сельского поселения муниципальное образование «Пореченское».
Расположена на берегу реки Льста, в 23 км к западу от райцентра, посёлка Бежаницы, и в 18 км к западу от волостного центра, деревни Махново.

## Население
Численность населения по оценке на 2000 год составляла 10 жителей.

## История
До 3 июня 2010 года деревня входила в состав ныне упразднённой Махновской волости.